# E.T.A.
E.T.A. — короткометражный мультфильм 2008 года.

## Сюжет
Небольшой корабль с единственным членом команды летит в космосе. Внезапно что-то ломается, отключаются двигатели и искусственная гравитация. Марвин несколько раз бьёт кулаком по приборной доске, затем разводным ключом, и приборы снова заработали. Все предметы, поднявшиеся в воздух при отключении гравитации, попадали на пол. Кофе разлился. Марвин нажимает кнопку «кофе» и включает телевизор. Тем временем дверь за его спиной открывается, и появляется Чужой. Марвин оборачивается, и становится видно, что Чужой — робот. У Чужого изо рта течёт жидкость. Рот открывается, и из него выдвигается стаканчик кофе. Марвин забирает кофе, а робот уходит.